# Zhongying (sockenhuvudort i Kina, Hubei Sheng, lat 29,98, long 109,97)
Zhongying (kinesiska: 中营乡) är en sockenhuvudort i Kina. Den ligger i provinsen Hubei, i den centrala delen av landet, omkring 420 kilometer väster om provinshuvudstaden Wuhan. Antalet invånare är 19 754. Befolkningen består av 9 580 kvinnor och 10 174 män. Barn under 15 år utgör 16,0 %, vuxna 15-64 år 70 %, och äldre över 65 år 12,0 %.
Runt Zhongying är det ganska tätbefolkat, med 80 invånare per kvadratkilometer. Zhongying är det största samhället i trakten. I omgivningarna runt Zhongying växer i huvudsak blandskog.
Genomsnittlig årsnederbörd är 1 679 millimeter. Den regnigaste månaden är september, med i genomsnitt 288 mm nederbörd, och den torraste är december, med 16 mm nederbörd.